# Shining in the Darkness
Shining in the Darkness, выпущенная в Японии под названием Shining and the Darkness (яп. シャイニング&ザ・ダクネス сяйнингу & дза дакунэсу) — ролевая игра 1991 года для игровой приставки Mega Drive/Genesis. Является одной из первых игр в жанре RPG для этой приставки и началом игровой серии Shining.
13 августа 2007 года игра была переиздана для сервиса Virtual Console в Северной Америке, а 7 сентября 2007 года — в Европе.
Игра включена в сборник Sonic's Ultimate Genesis Collection для игровых платформ Xbox 360 и PlayStation 3. С 2010 года игра доступна в составе сборника SEGA Mega Drive and Genesis Classics для платформ Linux, macOS, Windows, с 2018 — PlayStation 4, Xbox One и Nintendo Switch. Также игра вошла в библиотеку игр второй ревизии консоли Sega Mega Drive Mini.

## Геймплей
Shining in the Darkness представляет собой RPG в стиле «dungeon-crawler» («блуждание по подземельям»). Под контролем игрока находятся главный персонаж (ему можно дать любое имя) и два его друга, Мило и Пайра, которые исследуют подземные лабиринты.
Игра содержит линейный сюжет, в ней присутствуют исследование подземелий, случайные бои с монстрами и бои с боссами. Боевая система схожа с аналогами из ролевых игр того времени, например с Dragon Quest. Во время исследования подземелья неожиданно появляются монстры, и начинается пошаговый бой.
К тому же в подземельях игрок может найти трёх персонажей, которым нужна помощь, чтобы выбраться из лабиринта. Освобождение любого из них необязательно, но в случае успеха в сюжете появятся дополнительные моменты.
Ключевым нововведением является система меню, основанная на иконках. Она используется как в боях, так и при экипировке героев и взаимодействии персонажей в городе.

## Сюжет
Действие игры Shining in the Darkness разворачивается в королевстве Торнвуд (англ. Thornwood). Дочь короля и отец главного героя таинственным образом исчезают, после чего к королю приходит злой волшебник Дарк Сол (англ. Dark Sol) и предлагает ему добровольно уступить королевство в обмен на их жизни. Главный герой отправляется в путешествие, чтобы найти Артефакты Света, спасти принцессу и своего отца и остановить Дарк Сола.

### Персонажи
- Хиро — молодой рыцарь, протагонист (в начале игры для него можно указать любое имя). Сын пропавшего без вести Мортреда. По приказу короля Хиро отправляется в лабиринт на поиски принцессы.
- Мило Брекс — монах, близкий друг Хиро.
- Пайра Майст — колдунья. Она присоединяется к Хиро и Мило и вместе с ними отправляется в Лабиринт.
- Принцесса Джесса — дочь короля. Была похищена Дарк Солом.
- Мортред — отец Хиро. Он в компании принцессы отправился в Лабиринт, но был захвачен Дарк Солом и превращён в Тёмного рыцаря (англ. Dark Knight).
- Дарк Сол — главный антагонист. С целью завладеть землями Торнвуда он похищает дочь короля и предлагает тому добровольно покинуть королевство.

## Связь с другими играми серии Shining
В игре Shining Force Gaiden: Final Conflict раскрывается, что злодей игры Shining in the Darkness Мефисто (в английской версии названный Дарк Солом) является сыном Дарксола и колдуньи Мишейлы («Mishaela»), его главной сподвижницы (которые являются антагонистами в игре Shining Force). После победы над Дарксолом, его сына изгоняет Оддай («Oddeye») — Великий Дьявол и первый приспешник Зеона, главного врага Дарксола.
Отсылки к игре Shining in the Darkness также присутствуют в играх Shining Force II и Shining Wisdom.

## Разработка
Компания Sega выделила минимальный бюджет, предложенный сторонним разработчикам для создания игры Shining in the Darkness. В интервью 2009 года Хироюки Такахаси, участвовавший в создании игры, напомнил:

Так как у нас был очень ограниченный бюджет, то я выполнял практически всю работу по созданию игры Shining in the Darkness, особенно по программированию и разработке графики. Я предполагаю, что слово Тьма в данном случае означает реализм. Я считал, что может получиться довольно захватывающее зрелище, если игрок сможет путешествовать по фэнтезийному миру, исследовать старинные дома, подземелья и другие места. В сущности это усиливало чувство восторга, которое игрок получил от прохождения подземелий в более ранних играх, например в Wizardry. Но я не говорю о настоящем реализме, я имею в виду чувство, что ты по-настоящему развиваешься, исследуя мир и участвуя в боях.

## Отзывы
| Иноязычные издания | Иноязычные издания                                                                 |
| Издание            | Оценка                                                                             |
| ------------------ | ---------------------------------------------------------------------------------- |
| AllGame            | 2,5 из 5 звёзд · 2,5 из 5 звёзд · 2,5 из 5 звёзд · 2,5 из 5 звёзд · 2,5 из 5 звёзд |
| GameSpot           | 6,0/10                                                                             |
| IGN                | 7,0/10                                                                             |
| Dragon             | 4/5                                                                                |
| RPGFan             | 82 %                                                                               |
| Sega Force         | 90 %                                                                               |
| Sega Pro           | 93 %                                                                               |

В 1991 году в журнале Sega Pro был опубликован обзор на игру; ей была дана оценка 93 %. Игра описывалась как «лучшая RPG в стиле dungeon crawler», отмечались такие игровые аспекты как детализованная прорисовка фонов, детализованная графика (в частности, эффекты воды), разговоры персонажей, музыкальное оформление (особенно в таверне) и инновационная система меню. В 1992 году на страницах выпуска № 178 журнала Dragon был опубликован обзор от Патрисии Хартли и Кирка Лессера. Обозреватели дали игре 4 балла из 5.
Общая оценка на сайте IGN составила 7,0/10. Обозреватель Лукас Томас определил «Shining in the Darkness» как типичную фэнтезийную ролевую игру, однако при этом отметил уникальность представленного в игре вида от первого лица. Игровые персонажи были названы «колоритными» и «выразительными». Одновременно с этим говорилось, что, несмотря на отсутствие большого количества анимационных эффектов, некоторые сцены (в частности, тронный зал) выглядят впечатляюще.
На сайте Allgame игра получила смешанный отзыв. Основанное на картинках меню было названо «раздражающим». По словам обозревателя, хождение «по одинаковым помещениям» и бои с «одинаковыми монстрами» только замедляют прохождение. В качестве сильных сторон игры были указаны графика, названная рецензентом «яркой, красочной и детализованной», и звуковое сопровождение. В заключении отмечалось, что игра могла бы считаться неплохой, если бы в ней было больше локаций. Общая оценка составила 2,5/5.
Оценка игры на сайте GameSpot составила 6,0/10. В качестве плюсов были указаны хорошо прорисованные персонажи и монстры, в качестве минусов — слишком частые столкновения с противниками и однотипное окружение в лабиринтах.

## Наследие
Игра Shining in the Darkness была признана многими историками в области компьютерных игр как пионер среди японских консольных ролевых игр, особенно в Европе, где около шести лет не было известно об игре Final Fantasy. Высказывалось предположение, что система меню, основанная на иконках, была создана под влиянием игры Phantasy Star III: Generations of Doom. Игра является началом успешной серии Shining, насчитывающей к настоящему времени около 20 игр и анимационных сериалов.
Вторая игра в серии, Shining Force: The Legacy of Great Intention, основывается на совершенно иной игровой механике, однако многие игровые детали, включая музыку и рисунок, напоминают Shining in the Darkness. Остальные свойства: отличительная система меню, обращение к священникам для сохранения игры и воскрешения персонажей, некоторые магические заклинания — всё это встречается в каждой игре серии вплоть до Shining Force III (исключением является только игра Shining Wisdom).
Игра Shining the Holy Ark является ещё одной игрой серии в жанре dungeon-crawler и духовным наследником Shining in the Darkness, и в ней также встречаются ремиксы звуковых тем из оригинальной игры.